# Andrzej Studziński
Andrzej Studziński (ur. 7 sierpnia 1939 w Długiem, zm. 11 lutego 1996 w Poznaniu) – polski entomolog.

## Życiorys
W 1954 uzyskał stopień inżyniera, a w 1956 magistra w Wyższej Szkole Rolniczej w Poznaniu, w 1977 obronił doktorat w poznańskim Instytucie Ochrony Roślin. Od 1960 przez cztery lata kierował Pracownią Rejestracji Chorób i Szkodników IOR, do 1969 kierował Zakładem Upowszechniania Postępu Rolnictwa IOR. W 1972 powierzono mu kierownictwo Pracowni Entomologii Instytutu Przemysłu Zielarskiego.
Zajmował się entomologią stosowaną, rejestrował szkodniki roślin i prognozował ich pojawianie się. Pracował nad zwalczaniem szkodników warzyw, upraw rolniczych i roślin zielarskich, szczególnie skupił się nad fauną sówkowatych (Noctuidae). Zajmował się opracowaniem podstaw sygnalizacji, prognozowania i systemu rejestracji pojawów szkodliwych owadów. Doprowadził do poznania składu gatunkowego piętnówek Polski (Hadeninae), współuczestniczył w opracowaniu owadów i roztoczy, które występują na uprawnych i dzikich gatunkach roślin krzyżowych. Dorobek naukowy Andrzeja Studzińskiego obejmuje 150 publikacji oraz 3 poradniki i instrukcje.  
Był członkiem Polskiego Towarzystwa Entomologicznego. Zmarł w 1996, został pochowany na cmentarzu w Skórzewie. 

## Odznaczenia
- Srebrny Krzyż Zasługi (1969);
- Zespołowa Nagroda Państwowa II Stopnia.